# Д. Д. Д. Досье детектива Дубровского
«Д. Д. Д. Досье детектива Дубровского» — российский детективный телесериал (18 серий), снятый по мотивам романа Льва Гурского (псевдоним Романа Арбитмана) «Перемена мест» режиссёром Александром Муратовым. Производство студии «Киномост» и «Голд Вижн». Премьерный показ состоялся с 16 июня по 9 июля 1999 года на телеканале «НТВ-Плюс Наше кино». Именно этот проект дал старт линейке телесериалов телеканала «НТВ», выходящих в прайм-тайм.

## Сюжет
Главный герой сериала — частный детектив, в прошлом сотрудник МВД, Роман Дубровский (Николай Караченцов). Он специализируется на делах, связанных с издательским бизнесом.
Издательство «Пряник» и его глава Пряников нанимают Дубровского для того, чтобы собрать улики и выиграть в суде дело против издательства «Папирус». Конфликт возник в связи с незаконной публикацией «Папирусом» книги популярного автора детективов писателя Фёдора Китаева (Михаил Ульянов) «Перемена мест». Все усилия Дубровского привлечь к судебной ответственности представителей «Папируса» оказываются неудачны. За фасадом книжного издательства скрывается преступная группа фальшивомонетчиков. Бандиты начинают преследовать Дубровского. Главу группировки Лебедева удаётся сдать милиции, но преследование продолжается.
С Дубровским связывается некая Маша и предлагает ему новое дело. Ей необходимо любой ценой ознакомиться с содержимым сейфа издательства «Меркурий». Предположительно там хранится дискета с текстом бестселлера, который готовит к изданию «Меркурий». Герой отказывается, но затем узнаёт о гибели друга, явно связанного с этим делом.
Детективная деятельность Дубровского происходит на фоне активной предвыборной борьбы за кресло президента России. На этот пост претендует глава крупной акционерной компании «Ива» Виталий Иринархов (Михаил Филиппов). Выясняется, что «Меркурий» — это не издательство, а некое секретное подразделение штаб-квартиры империи Иринархова. Машу интересовал не роман, а тайные планы финансового магната по подчинению представителей всех ветвей власти. Благодаря попустительству некоторых чинов ФСБ Иринархов осуществил фантастический план по замене политиков России на двойников — так называемых «доппелей». С этой целью было создано секретное подразделение и нанят специалист по пластической хирургии высокого класса.
Дубровский оказывается вовлечён в сложную борьбу между бандитами (фальшивомонетчики из «Папируса»), головорезами Иринархова и агентами ФСБ, которые следят за происходящим вокруг «Ивы». К ним добавляется таинственный «Авгур», который шантажирует Иринархова, угрожая раскрыть общественности секрет истории о доппелях.
Выясняется, что Иринархов в прошлом и сам сменил внешность, прибегнув к пластической операции. Чтобы раскрыть его секрет, Дубровскому приходится посетить Читу, откуда начался жизненный путь кандидата в президенты. Там десять лет назад он взял облик местного журналиста. Ирония ситуации заключалась в том, что настоящий журналист Иринархов был серийным убийцей-маньяком.
Благодаря Дубровскому ФСБ удаётся найти место, где в подвальном этаже скрывалась лаборатория по производству «доппелей» и куда потом девали трупы подменённых политиков. Грандиозное разоблачение заставляет отложить президентские выборы.

## Список серий
1. «Частное правосудие. Дубровский» (52 мин.)
2. «Друзья и враги» (49 мин.)
3. «Маша» (53 мин.)
4. «Магические знаки» (49 мин.)
5. «Загнанный» (50 мин.)
6. «Дебют взломщика» (52 мин.)
7. «Тактика отчаяния» (51 мин.)
8. «Герои и битвы» (52 мин.)
9. «Цена головы» (50 мин.)
10. «Кто есть ху?» (50 мин.)
11. «Прозерпина, богиня тьмы» (51 мин.)
12. «Смерть Мефодия» (52 мин.)
13. «Тайна двух Иринарховых» (51 мин.)
14. «Черные флюиды» (51 мин.)
15. «Рядом с ошибкой» (50 мин.)
16. «Закон выживания» (56 мин.)
17. «Тень догоняет» (55 мин.)
18. «Собственное лицо» (56 мин.)

## В ролях

### Главные герои
- Николай Караченцов — Роман Романович Дубровский, частный детектив / Доппель Дубровского, наркоман.
- Михаил Ульянов — Фёдор Иванович Китаев, учитель Дубровского, генерал КГБ в отставке, автор детективных романов («убит» Картавым и Родионом в 12-й серии) / Авгур (по вине Даши Китаевой умер от сердечного приступа в 18-й серии)
- Михаил Филиппов — Виталий Авдеевич Иринархов, глава компании «ИВА» (убит «Мясником» в 17-й серии) / Доппель Д2 (убит Гравёром и Ханом в 12-й серии) / настоящий Виталий Авдеевич Иринархов, он же Эдуард Афанасьевич Крытов, он же Юрий Игнатьевич Томко, «Мясник», маньяк из Читы (до пластической операции)[a]
- Николай Лещуков — Иринархов-«Мясник» после пластической операции (убит Дубровским в 18-й серии)

### Другие персонажи сериала
| - Елена Проклова — Надежда, бывшая жена Дубровского - Мамука Кикалейшвили — Леонид Баблуани, владелец похоронного бюро «ФСБ» («funeral servise Babluany»), новый муж Надежды - Александр Феклистов — Вадим Кульков по кличке Кулёк (убит Феликсом в 8-й серии) - Борис Щербаков — Павел Валентинович Хромов, бывший сотрудник ФСБ (убит Авгуром во 2-й серии) - Ольга Будина — Валерия Дмитриевна (Лера), студентка, соседка Дубровского - Сергей Степанченко — Серафим Петрович Пряников («Пряник»), книгоиздатель - Юрий Беляев — Виктор Валерьянович Часовой, адвокат Иринархова - Антон Андросов — Георгий Уланов («Гоша», «Умник»), руководитель аналитического отдела издательства «Меркурий» (убит Дашей Китаевой в 11-й серии) - Евгений Дворжецкий — Виктор, ассистент адвоката Часового (после 11-й серии — руководитель аналитического отдела) - Николай Волков — Даниил Филиппович Посадский, пластический хирург - Игорь Ясулович — Борис Бухгольц, заместитель главного бухгалтера компании «ИВА» (убит компанией «ИВА», вероятнее всего Феликсом, в 4-й серии) Боевики и наёмные убийцы на службе компании «ИВА» - Алексей Булдаков — Пиноккио, старый друг Иринархова (убит Мясником в 14-й серии) - Сергей Шкаликов — Феликс, охранник, наёмный убийца (представляется как старший лейтенант Манкин) (убит Дубровским и Посадским в 18-й серии) - Владимир Пивоваров — боевик «Черкес» - Николай Кочегаров — Пафнутий «Артист» (арестован сотрудниками ФСБ в 18 серии) Охранники издательства «Меркурий» - Валерий Иваков — Анатолий Чесноков, он же «Чеснок» - Алексей Дайнеко — Кузя (убит Гравёром и Ханом в 12-й серии) - Михаил Солодко — Боб (убит Черкесом в 8 серии) - Александр Робак — Миша, он же «Мартын», здоровый охранник - Фёдор Смирнов — «необаятельный» охранник (убит Черкесом в 8 серии) - Дмитрий Брусникин — Александр Неверов, кандидат в президенты РФ (убит Пиноккио в 3-й серии) / Доппель Неверова (убит Феликсом и Черкесом в 15-й серии) - Василий Мищенко — Иван Коломиец, депутат Государственной Думы - Юрий Петров — Бронислав Константинович Крымов, кандидат в президенты РФ (убит Пиноккио в 4-й серии) / Доппель Крымова - Георгий Мартиросьян — Михаил Николаевич Щукин (убит Пиноккио, Феликсом и Черкесом в 1-й серии) / Доппель Щукина - Александр Белявский — Максим Павлович Векшин, директор ФСБ (убит Авгуром в 15-й серии) - Владимир Стеклов — Николай Лаптев, генерал (иногда представляется майором) ФСБ, первый заместитель директора ФСБ - Владимир Сальников — помощник Лаптева - Борис Клюев — Валентин Сергеевич Шнурков, второй заместитель директора ФСБ (с 15-й серии — и. о. директора ФСБ) - Роман Мадянов — Левчуков, телохранитель Шнуркова (убит Феликсом и Черкесом в 15-й серии) - Геннадий Назаров — Игорь, он же «Топтун» - Владимир Меньшов — Егор Никитич Саблин, Генеральный прокурор (убит Картавым в 9-й серии) - Александр Сирин — Олег Геннадьевич Курочкин, помощник Генерального прокурора (с 10-й серии — и. о. Генерального прокурора) - Валерий Баринов — Василий Трубачёв, он же «Гравёр», он же «Батя», главарь банды фальшивомонетчиков (арестован в 13-й серии) - Владимир Стержаков — Василий Григорьевич Лебедев, фальшивомонетчик (убит неизвестной сотрудницей компании «ИВА» в 8-й серии) - Алексей Кравченко — Костя, «Бугирь» - Владимир Бадов — Рамиль Гаитович, «Хан» (арестован в 13-й серии) - Игорь Воробьёв — Кирилл Юрьевич, «Крепыш» (убит Артистом в 8-й серии) - Андрей Троян — очкастый «Телескоп» (убит Артистом в 8-й серии) - Владимир Гранов — перевёрнутый (убит людьми Авгура в 4-й серии) - Евгения Крюкова — Маша Володина / Тамара Александровна Хромова - Александр Дедюшко — «Картавый» - Сергей Векслер — Родион - Дмитрий Марьянов — «Снайпер», двоюродный брат Родиона - Анна Яновская — Влада / Даша Китаева | - Владимир Ерёмин — Сергей Юрьевич Беженцев, журналист - Вячеслав Гришечкин — ведущий конкурса двойников - Марина Блейк — диктор канала СТВ - Елена Борзунова — журналистка — знакомая Артиста - Наталья Романова — Алла Пугачёва (двойник) - Валерий Ярёменко — Игнат Ресницын, журналист в Чите - Юрий Кузьменков — бамовец - Олег Комаров — автослесарь - Ирина Бякова — Светлана, супруга Запрудина - Людмила Иванова — Людмила, женщина на приёме в честь Копчика - Михаил Ефремов — Соплыгин, директор музея В. А. Иринархова - Светлана Иванова — девочка, посетитель музея - Галина Стаханова — соседка Крытова - Александр Ильин-мл. — мальчик, посетитель музея Врачи - Вадим Яковлев — главный врач - Андрей Ильин — Владлен Андреевич Сократов, психотерапевт - Алексей Маклаков — патологоанатом Милиционеры - Сергей Гармаш — И. П. Васин, он же «Петрович», оперуполномоченный - Александр Хотченков — Антон Денисович Запрудин, следователь - Сергей Баталов — Колапушин Р.А., следователь - Алексей Якубов — Валера «Смехач» - Фёдор Добронравов — «Гоготун» - Константин Спасский — тюремный охранник Заключённые и прочие преступники - Валерий Афанасьев — «Кожух» - Александр Мохов — «Шмель» - Вадим Александров — «Радио» - Александр Ильин — Давыд Широков, он же Лёня Барабин, он же «Мазила», художник-фальшивомонетчик (убит Мясником в 14-й серии) - Сергей Габриэлян — «Громопукало», помощник Мазилы (после 14-й серии — помощник Мясника) - Евгения Добровольская — Вероника, жена Сергея Беженцева - Светлана Рябова — Катя, жена Неверова - Нина Маслова — мать Леры - Олег Долин — сын депутата Коломийца - Наталья Гончарова — Алла Викторовна Раевская, кинозвезда, сожительница Иринархова - Ирина Жалыбина — жена депутата Коломийца - Валерий Гаркалин — Платон Леонардович Копчик, экстрасенс - Борис Токарев — Геннадий Валентинович Войтов, кандидат в Президенты России - Лембит Ульфсак — Стив Макдональд, известный американский писатель - Аркадий Вайнер — классик детективного жанра (9 серия) - Владимир Фокин — кинорежиссёр (9 серия) - Владислав Ратов — борец сумо (9 серия) - Анжелика Варум — Лена Посадская, двойник Анжелики Варум (17 серия) - Ирина Хакамада — Лена Посадская, двойник Ирины Хакамады (18 серия) - Валентина Березуцкая — продавщица сметаны (1 серия) - Лариса Кузнецова — судья (1 серия) - Борис Чунаев — официант кафе "Букинист" (1, 5-7 серии) - Алексей Ошурков — сотрудник налоговой полиции (3 серия) - Зоя Зелинская — Любовь Ивановна, соседка Китаева (9 серия) - Эвклид Кюрдзидис — "кавалер" на танцплощадке (12 серия) - Дмитрий Павленко — милиционер на посту (12 серия) - Ирина Линдт — гостья на банкете в Чите (14 серия) - Илья Рутберг — ювелир Мессерштих (17 серия) - Армен Джигарханян — голос за кадром - Николай Караченцов — голос за кадром, вокал |

## Съёмочная группа
- Режиссёр: Александр Муратов
- Автор сценария: Владимир Брагин
- Оператор: Евгений Гуслинский
- Художники-постановщики: Олег Сморовский, Юрий Осипенко
- Композитор: Николай Парфенюк
- Текст песен: Вероника Долина
- Исполнение песен: Николай Караченцов
- Звукорежиссёр: Альберт Авраменко
- Монтаж: Элеонора Праксина
- Постановщик трюков: Валерий Деркач
- Продюсер: Феликс Клейман, Владимир Досталь, Давид Кеосаян

## Песни, прозвучавшие в сериале
- «Душа» («Я ль не говорил тебе: душа, таись…») звучит в сериях 2,9,12,15.
- «Москва» («Москва налево, Москва направо…») звучит в сериях 7,11,17.
- «Железная Дева» («Какие волшебные звуки…») звучит в сериях 4,10,13,16.
- «Ах, мой ангел»[2]. Звучит в серии 18.

## История создания
Работа над сериалом началась ещё в августе 1996 года. Лев Гурский, автор романа, подписал договор со студией «НТВ-Профит». Впоследствии права на экранизацию были перепроданы студии «КиноМост». Съёмки закончились летом 1998 года, а монтаж завершили к концу лета 1999 года. Сериал оказался одним из наиболее сложных и масштабных проектов российского телевидения 1990-х: около ста персонажей и ста объектов съёмки. Относительно небольшая по объёму книга Льва Гурского разрослась в сериал из 18-ти частей. Сценарист развернул повествование, изложив подробнее некоторые эпизоды и углубив роли незначительных персонажей. Одно из главных отличий затронуло главного героя: из Якова Штерна (героя целой серии книг Гурского) он превратился в Романа Дубровского.
Режиссёр Александр Муратов, известный по фильмам «Криминальный квартет» и «Моонзунд», среди прочих привлёк к съёмкам актёров, которые были заняты в его предыдущем фильме «Криминальный квартет»: Караченцова, Стеклова, Щербакова и Ерёмина. На роль Дубровского пробовались популярные актёры Дмитрий Певцов и Андрей Ташков. Однако режиссёр посчитал, что образу главного героя иронического детектива лучше будет соответствовать Николай Караченцов.
Сериал «Досье детектива Дубровского», наряду с другими известными сериалами («Улицы разбитых фонарей», «Убойная сила») благодаря высокому рейтингу сформировал рынок и популярность для российских сериалов 2000-х годов. Также он стал серьёзным дебютом и визитной карточкой для многих исполнителей, ставших впоследствии популярными актёрами сериалов (Ольга Будина, Алексей Кравченко, Алексей Маклаков, Анна Яновская). В сериале также снялись в эпизодических и камео-ролях известные деятели культуры и политики (Аркадий Вайнер, Анжелика Варум, Ирина Хакамада).
В 2001 году был написан сценарий 16-серийного фильма «Поставьте на чёрное», который косвенно являлся продолжением этого сериала. Съёмки были запланированы на 2001—2002 гг., но из-за крушения медиаимперии Владимира Гусинского «Медиа-Мост» их отложили. Затем, из-за несчастья с Николаем Караченцовым и отсутствия интереса у ведущих российских телеканалов, от них и вовсе отказались.

## Комментарии
1. ↑  В заставке фильма выстроен следующий ряд исполнителей главных ролей: Николай Караченцов, Михаил Ульянов, Михаил Филиппов, Елена Проклова, Евгения Крюкова, Юрий Беляев, Владимир Меньшов, Александр Феклистов, Борис Щербаков, Владимир Стеклов. Начиная с серии 10, Меньшова, Феклистова и Щербакова сменили Александр Белявский, Алексей Булдаков и Валерий Гаркалин. Белявский уступил место Борису Клюеву с серии 16; кроме того, в сериях 13-14 его временно потеснил Михаил Ефремов. Место Алексея Булдакова заняли: Андрей Ильин в сериях 16-17 и Николай Волков в серии 18. А согласно обложкам первого издания фильма на 9 видеокассетах, важнейшими героями фильма являются: (1) Р. Р. Дубровский; (2) агент Павел Хромов; (3) директор ФСБ Лаптев; (4) агент «Кулёк»; бандит «Феликс»; (5) генеральный прокурор Саблин; (6) писатель Фёдор Китаев; (7) бандит «Пиноккио»; (8) экстрасенс Платон Копчик; (9) В. А. Иринархов, он же «Мясник».